# Gangbuk-gu
Gangbuk-gu (강북구) ist einer der 25 Stadtteile Seouls und liegt am nördlichen Stadtrand. Die Einwohnerzahl beträgt 303.154 (Stand: Mai 2021).

## Bezirke

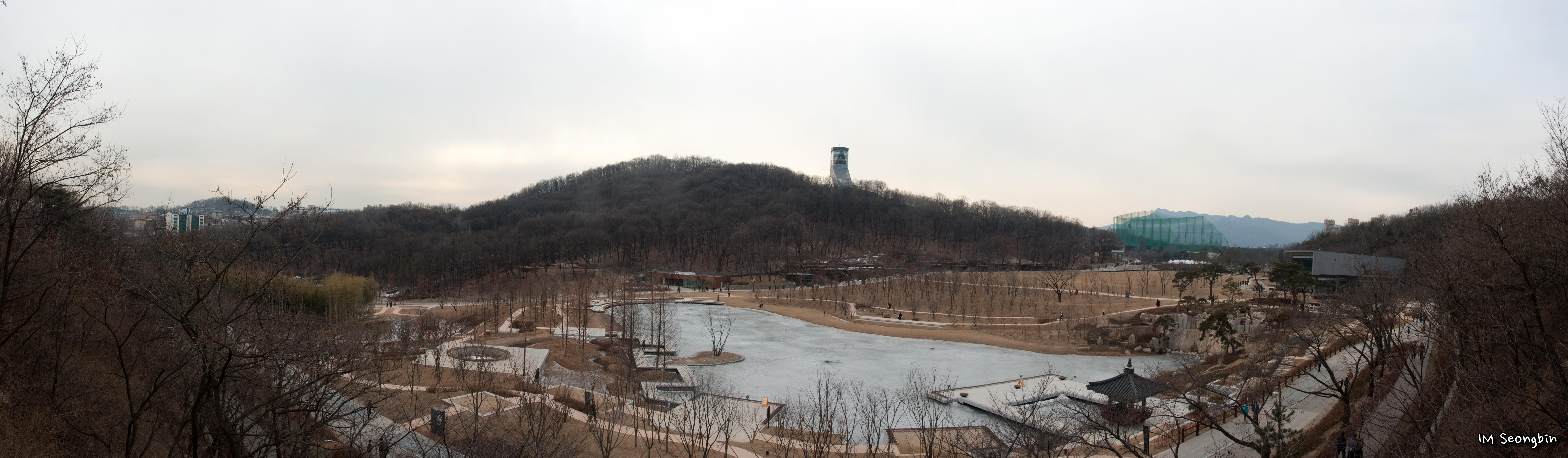
"Dream Forest Park" in Beon-dong

Gangbuk-gu besteht aus 13 Dongs:
- Songjung-dong
- Songcheon-dong
- Samgaksan-dong
- Samyang-dong
- Mia-dong
- Beon-dong 1,2,3
- Suyu-dong 1,2,3
- Insu-dong
- Ui-dong